# The Few Against Many
The Few Against Many är ett svenskt melodisk death metal-band som grundades år 2008. Bandet har kontrakt med skivbolaget Pulverised Records.
Bandet släppte sitt första och enda album Sot den 15 september 2009, på Pulverised Records. Man fick hjälp med låttexter av bland andra Mikael Stanne (Dark Tranquility) och Jonas Renkse (Katatonia, Bloodbath).

## Medlemmar
Senaste kända medlemmar
- Anders Edlund – basgitarr
- Jani Stefanović – trummor
- Patrik Gardberg – sologitarr
- Christian Älvestam – rytmgitarr, sång
- Pär Johansson – sång

## Diskografi
Studioalbum
- Sot (2009)